# Hémisphère maritime

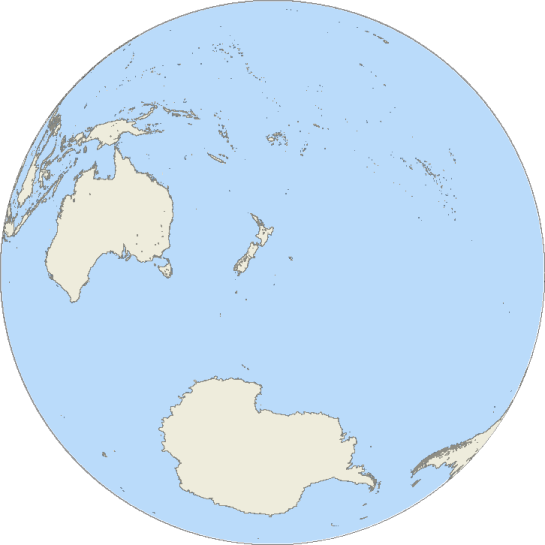
Carte du globe terrestre, centrée sur le pôle de l'hémisphère maritime (projection de Lambert).

L'hémisphère maritime est l'hémisphère de la Terre qui possède le moins de terres émergées. Il s'oppose à l'hémisphère continental.
Son pôle est situé dans les environs de 47° 13′ S, 178° 28′ E, vers la Nouvelle-Zélande (non loin des îles Bounty).
L'hémisphère maritime comprend un septième des terres émergées de la planète (environ 15 %), soit l'Australie, l'Antarctique, la Nouvelle-Zélande et une petite partie de l'Asie (environ 5 %) et de l'Amérique du Sud (à peu près 25 %). La majorité des océans Pacifique et Indien y sont compris.
La surface de la Terre, dans son ensemble, comporte 71 % d'eau pour 29 % de terres émergées. L'hémisphère maritime comporte 89 % d'eau et 11 % de terres émergées.